# 142 км (колійний пост, Придніпровська залізниця)
142 кіломе́тр — залізничний колійний пост Криворізької дирекції Придніпровської залізниці на електрифікованій лінії Апостолове — Запоріжжя II між станціями Мирова (5 км) та Канцерівка (14 км). Розташований поблизу села Катьощине Нікопольського району Дніпропетровської області.

## Пасажирське сполучення
Через колійний пост 142 км прямують приміські електропоїзди сполученням Марганець — Запоріжжя II, проте не зупиняються.